# Papežská rada pro sdělovací prostředky
Papežská rada pro sdělovací prostředky (lat. Pontificium consilium de communicationibus socialibus) byla dikasterium Římské kurie v letech 1948–2016.

## Historie
30. ledna 1948 byla založena papežem Piem XII. „Papežská komise pro poradenství a náboženskou nebo morální církevní revizi filmu“ a 17. září téhož roku byly schváleny nové stanovy a název „Papežská komise pro vzdělávací a náboženskou kinematografii“. Při rozvoji nových sdělovacích prostředků došlo ke změně stanov a název komise, do níž byla jmenována řada odborníků, se změnil na „Papežskou komisi pro kinematografii“. Tento orgán vylepšil a rozvinul svou činnost a v roce 1954 opět došlo ke změně názvu na „Papežskou komisi pro kinematografii, rozhlas a televizi“. 8. září 1957 papež Pius XII. vydal encykliku Miranda Prorsus, a 17. února 1958 byla prohlášena sv. Klára z Assisi „nebeskou patronkou“ televize a telekomunikací. V roce 1959 Jan XXIII. zřídil vatikánskou filmotéku, která spadala pod tuto komisi. V průběhu II. vatikánského koncilu papež Pavel VI. motem proprio In fructibus Multis 2. dubna 1964 změnil její název na „Papežskou komisi pro sdělovací prostředky“, a svěřil jí všechny úkoly týkající komunikace. Od roku 1967 byl Pavlem VI. zaveden Světový den sdělovacích prostředků, jehož slavení se každoročně opakuje. Apoštolskou konstitucí Pastor Bonus z roku 1988 bylo dikasterium povýšeno Janem Pavlem II. na úroveň Papežské rady. Papež František tuto radu zrušil v březnu 2016 a jejím nástupcem se stal Sekretariát pro komunikaci.

## Pořadí prezidentů
- Arcibiskup Martin John O'Connor (ledna 1948 – 8. září 1969 odstoupil)
  - Biskup Agostino Ferrari Toniolo (23. dubna 1969 – 8. září 1971 jmenován úředníkem Římské kurie) (pro-předseda)
- Arcibiskup Edward Louis Heston, C.S.C. (8. září 1971 – 2. května 1973 zemřel)
- Arcibiskup Andrzej Maria Deskur (září 1973 – 8. dubna 1984 pensionován)
- Arcibiskup John Patrick Foley (5. dubna 1984 – 27. června 2007 jmenován pro-velmistrem Řádu Božího hrobu)
- Arcibiskup Claudio Maria Celli, od 27. června 2007)

## Pořadí viceprezidentů
- Biskup Agnellus Andrew, O.F.M. † (15. února 1980 – 16. července 1983 pensionován)

## Pořadí sekretářů
- Mons. Albino Galletto † (1950 – 1970 odstoupil)
- P. Andrzej Maria Deskur † (9. ledna 1970 – září 1973 jmenován předsedou téhož dikasteria)
- P. Romeo Panciroli, M.C.C.I. † (25. září 1973 – 6. listopadu 1984 jmenován apoštolským pro-nunciem v Gambii a v Libérii, a apoštolským delegátem v Guineji a Sierra Leone)
- Biskup Pierfranco Pastore † (1984 – 29. listopadu 2003 pensionován)
- Biskup Renato Boccardo (29. listopadu 2003 – 22. února 2005 jmenován sekretářem Governatorátu Městského státu Vatikán
- Mons. Paul Tighe (30. listopadu 2007 – 19. prosince 2015 jmenován pomocným sekretářem Papežské rady pro kulturu)

## Pořadí pomocných sekretářů
- Monsignore Giuseppe Antonio Scotti, od 30. listopadu 2007

## Pořadí vice-sekretářů
- Kněz Andrzej Maria Deskur (1955 – 1959 jmenován podsekretářem téhož dikasteria)

## Pořadí podsekretářů
- Kněz Andrzej Maria Deskur (1959 – 9. ledna 1970 jmenován sekretářem téhož dikasteria)
- Kněz Romeo Panciroli, M.C.C.J. (1970 – 25. září 1973 jmenován sekretářem téhož dikasteria)
- Kněz Karlheinz Hoffmann, S.J. (1973 – 1990 odstoupil)
- Pan Hans-Peter Röthlin (1991 – 1999 odstoupil)
- Doktor Angelo Scelzo (2000 – 22. ledna 2013 odstoupil)

## Související dokumenty
italsky
- Il film ideale - Esortazioni di Pio XII ai rappresentanti del mondo cinematografico (1955)
- Orientamenti per la formazione dei futuri sacerdoti circa gli strumenti della comunicazione sociale (1986)
- Criteri di collaborazione ecumenica ed interreligiosa nel campo delle comunicazioni sociali (1989)
- Pornografia e violenza nei mezzi di comunicazione: una risposta pastorale (1989)
- Aetatis Novae (1992)
- Alcuni film importanti (1995)
- Cento anni di cinema (1995-1996)
- Etica nella pubblicità (1997)
- Etica nelle comunicazioni sociali (2000)
- La Chiesa e internet (2002)
- Etica in internet (2002)